# Špilja podno Kostrija (Vrbnička špilja)
Špilja podno Kostrija (Vrbnička špilja) este o arie protejată (sit de importanță comunitară — SCI) din Croația întinsă pe o suprafață de 0,78 ha, integral marine.

## Localizare
Centrul sitului Špilja podno Kostrija (Vrbnička špilja) este situat la coordonatele 45°04′50″N 14°40′30″E / 45.080625°N 14.674869°E.

## Înființare
Situl Špilja podno Kostrija (Vrbnička špilja) a fost declarat sit de importanță comunitară în iulie 2013 pentru a proteja un număr necunoscut de specii din flora spontană și fauna sălbatică aflate în arealul zonei.

## Biodiversitate
Situată în ecoregiunea marină mediteraneană, aria protejată conține 1 habitat natural: Peșteri marine scufundate complet sau parțial.
La baza desemnării sitului se află un număr nedeclarat de specii protejate.